# Jesé
Rodríguez  Ruiz est un nom espagnol. Le premier nom de famille, en général paternel, est Rodríguez ; le second, en général maternel, souvent omis, est Ruiz.
Jesé Rodríguez Ruiz, plus communément appelé Jesé, né le 26 février 1993 à Las Palmas (Îles Canaries, Espagne), est un footballeur espagnol qui évolue au poste d'attaquant à l’UD Las Palmas.

## Carrière

### Carrière en club

#### Real Madrid Castilla (2011-2013)
Lors de la saison 2010-2011, il marque 17 buts avec le Real Madrid CxB et est promu au Real Madrid Castilla.
Il fait ses débuts avec le Real Madrid Castilla en Segunda División B (D3), le 16 janvier 2011, lors d'une victoire 5-0 contre l'Universidad Las Palmas. La saison suivante la Castilla du Real est promue en 2ème division professionnelle espagnole. Jesé joue son premier match professionnel titulaire 90 minutes lors d' une défaite 2-1 face à Villarreal où il est buteur à la 18ème minute. Il est titulaire le week-end suivant lors du derby face à la réserve du Barça (victoire 2-1). Il marque son premier doublé le 22 septembre 2012 face à Guadalajara lors d' une victoire 4-3. Lors de sa première saison en professionnel il inscrit 22 buts et délivre 12 passes décisives en 38 match toute compétitions confondues.

#### Real Madrid (2011-2016)
En juillet 2011, Jesé est appelé par José Mourinho pour la tournée de pré-saison avec l'équipe première du Real Madrid. Il fait ses débuts officieux avec le Real Madrid dans un match amical contre les Los Angeles Galaxy le 17 juillet 2011. Jesé remplace José Callejón à la 64e minute de jeu. Il joue 8 minutes dans le match du Real Madrid contre le Chivas de Guadalajara qui termine sur le score de 3-0, et une mi-temps lors de la victoire du Real 2-1 contre l'Union de Philadelphie. Il fait ses débuts en matchs officiels avec le Real Madrid lors du seizième de finale de la Copa del Rey face à la SD Ponferradina en remplaçant Cristiano Ronaldo, à l'heure de jeu. Le Real Madrid remporte le match par un score de 2-0.
Avec l'arrivée de Carlo Ancelotti au Real Madrid, Jesé, alors âgé de 20 ans, va beaucoup jouer, au point de devenir une grande révélation du club. Il évolue principalement au poste de milieu droit et la concurrence est féroce entre lui, Gareth Bale et Isco. Mais l'attaquant est souvent décisif quand il joue. Il marque le premier but de sa carrière au Camp Nou, le 26 octobre 2013, contre le FC Barcelone. Il va récidiver environ deux mois plus tard dans un autre choc, contre Valence, en offrant le but de la victoire à son équipe (3-2).
À l'arrivée de Zidane comme entraîneur du Real Madrid début 2016, il gagne un peu de temps de jeu, mais il reste néanmoins souvent sur le banc.

#### Paris Saint-Germain (2016-2020)

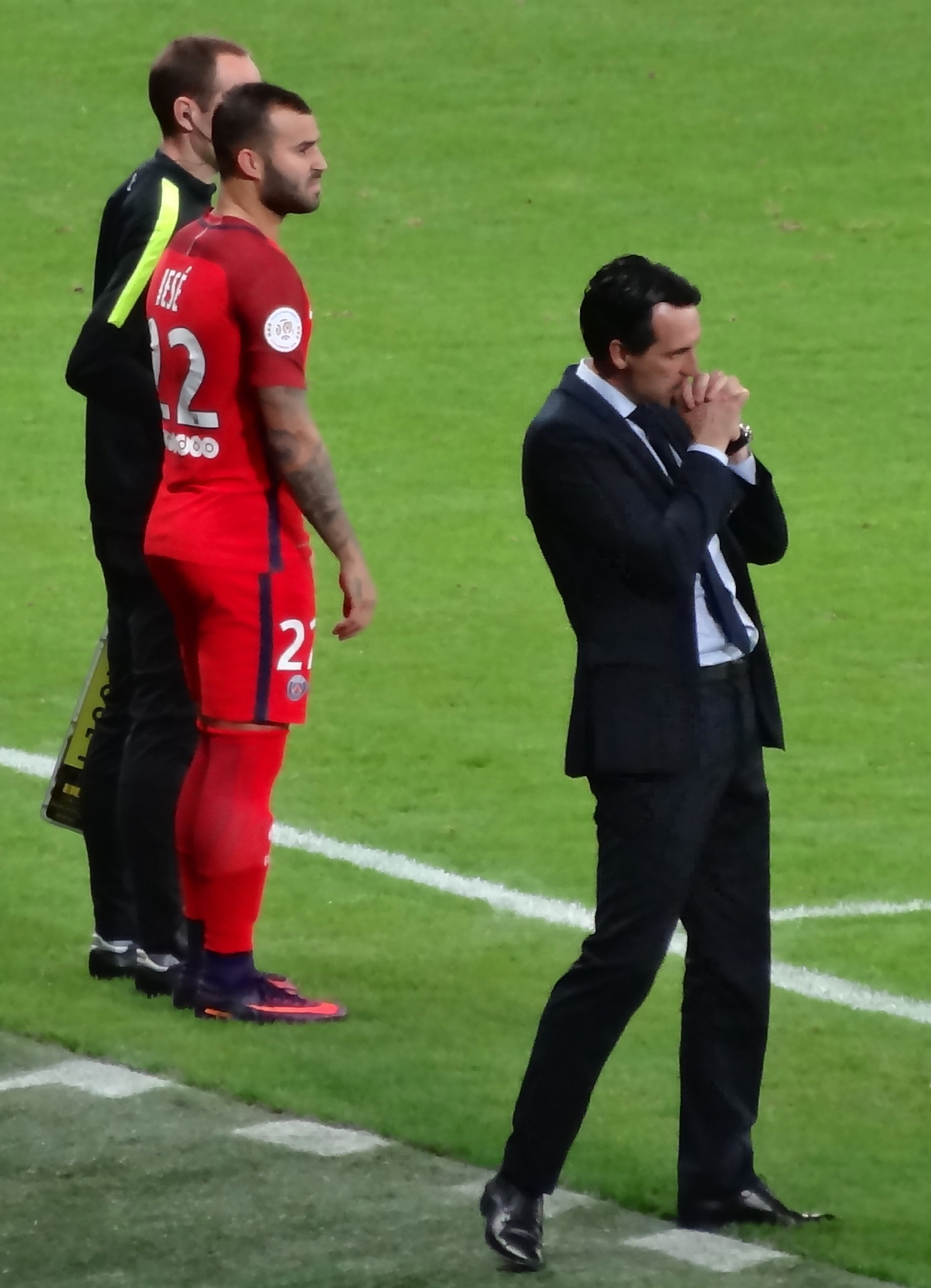
Jesé Rodríguez au côté d'Unai Emery avec le PSG.

Le 8 août 2016, Jesé s'engage avec le Paris Saint-Germain pour un transfert estimé à 25 millions d'euros, il y signe un contrat de 5 ans et choisit le numéro 22. Il débute en Ligue 1 le 12 août à Bastia, remplaçant Hatem Ben Arfa à la 65e minute de jeu. Quelques minutes plus tard, il est impliqué sur le but parisien, sa frappe repoussée profitant à Kurzawa qui inscrit l'unique but de la rencontre. Le lendemain, l'espagnol se plaint de douleurs au ventre lors du décrassage au Camp des Loges et se voit diagnostiquer une appendicite. Contraint à l'opération, il manque plusieurs semaines de compétition.
De retour dans le groupe le 9 septembre pour la réception de Saint-Étienne, il se voit titularisé à la pointe de l'attaque par Unai Emery, Paris disputant son premier match de Ligue des Champions quatre jours plus tard. En difficulté lors de cette rencontre, il fait part de son agacement lorsqu'il est remplacé à la 58e. Il ne connaitra sa seconde titularisation que trois mois plus tard, en Coupe de la Ligue le 14 décembre, face au LOSC (succès 3-1), marquant le but du 3-0.
Il inscrit son premier but en championnat avec le PSG le 19 novembre 2016, d'un penalty contre le FC Nantes lors de la 13e journée du championnat de France.
Ne devant se contenter que de brèves apparitions en championnat (1 titularisation, 8 entrées en jeu) ou en Ligue des Champions (4 entrées en jeu) pour un total de 368 minutes jouées, un départ est évoqué dès le mercato hivernal. Jugé peu investi par le staff d'Emery, l'ailier apparait ainsi comme un quatrième choix derrière Ben Arfa, Ikoné ou encore Nkunku. Un prêt à Las Palmas ou à la Roma est alors évoqué.

##### Prêt à Las Palmas (2017)
Le 31 janvier 2017, et seulement six mois après son arrivée au PSG, Jesé s'engage officiellement en prêt à l'UD Las Palmas, club de sa ville natale pour 6 mois.
Le 5 mars 2017, Jesé réalise probablement son meilleur match avec Las Palmas contre Osasuna, en marquant notamment un doublé qui permet à son club de l'emporter 5-2.

##### Prêt à Stoke City (2017-2018)
Le 16 août 2017, il est prêté pour une saison à Stoke City. Il marque dès son premier match trois jours plus tard face à Arsenal (1-0). Jesé se montre tellement peu efficace qu'il est envoyé en réserve avec qui il joue un match face à l'équipe des moins de 23 ans de Middlesbrough. Lors de ce match, il délivre une passe décisive. Peu avant que son prêt ne se termine, Stoke City décide de le libérer prématurément en lui donnant la permission de prendre un congé sans solde jusqu’à la fin de la saison pour des raisons personnelles liées aux soucis de santé que rencontre son fils Nyan né grand prématuré.
De retour à Paris à l'été 2018 après deux prêts non-concluants, le nouvel entraineur Thomas Tuchel ne compte pas sur lui. Dans les ultimes heures du mercato, le joueur devait être prêté à Nantes, mais aucun accord n'est finalement trouvé concernant la prise en charge de son salaire.

##### Prêt au Betis Séville (2019)
Le 29 janvier 2019, en manque de temps de jeu au PSG, il est prêté au Betis Séville pour la fin de saison. Il dispute son premier match sous ses nouvelles couleurs le 7 février lors des demi-finales aller de Coupe du Roi avec la réception de Valence (2-2). Il y remplace Loren Morón à la 78e minute. Il connait sa première titularisation trois jours plus tard en Liga pour un déplacement à Leganes (défaite 3-0). Il est rapidement intégré au onze sévillan, étant titularisé à neuf reprises en championnat entre la 23e et la 33e journée. Lors de cette journée, le Betis reçoit Valence et s'incline 2 buts à 1. Il est alors publiquement tancé par son entraîneur Quique Setien qui remet en cause son efficacité : "On pourrait aller en Europe, mais il faudrait que Jesé marque 6-7 buts, et l’autre jour il a loupé quatre face à face". Il connait une dernière titularisation lors de la 35e journée face à l'Espanyol Barcelone (1-1) avant de finir la saison sur le banc, rentrant à trois reprises en cours de jeu, trouvant notamment le chemin des filets lors de la dernière journée sur la pelouse du Santiago Bernabéu (victoire 0-2).

##### Prêt au Sporting CP (2019-2020)
Le 2 septembre 2019, il est prêté au Sporting CP avec option d'achat. Il découvre la Liga NOS le 15 septembre, remplaçant Cristian Borja à la mi-temps de la rencontre les opposant à Boavista (1-1). Sur la première partie de saison, il n'est titularisé qu'à cinq reprises pour neuf apparitions et un but inscrit en championnat. Dès octobre, des rumeurs font allusion d'un retour de Jesé vers la capitale française pour le mercato hivernal. Barré par Rafael Camacho, Gonzalo Plata ou Jovane Cabral, il est évoqué dès février 2020 que son option d'achat ne devrait pas être levée. En raison de la pandémie de Covid-19 et de la suspension du championnat, il lui est signifié que le club ne comptera pas sur les joueurs en prêt lors de la reprise.

##### Retour au Paris Saint-Germain (2020)
De retour de prêt, le 10 septembre 2020, il rentre en jeu face au RC Lens pour la 2ème journée de Ligue 1.
Le 6 décembre, Jesé et le PSG résilient d'un commun accord leur contrat qui courait jusqu'en juin 2021, après 18 matches et 2 buts depuis 2016 et seulement 22 minutes de jeu en 2020 pour le PSG.

#### Retour a l'UD Las Palmas (2021-2022)
Le 1er février, il rejoint l'UD Las Palmas pour un contrat de 6 mois.

#### MKE Ankaragücü (2022-2023)
Le 18 juillet 2022, il rejoint la Turquie et s'engage avec le MKE Ankaragücü pour un contrat d'un an, plus une année en option.
Le 12 janvier 2023, il résilie son contrat avec le club turque.

#### UC Sampdoria (2023)
Le 10 février 2023, il rejoint l'UC Sampdoria jusqu’à la fin de la saison.

#### Coritiba FC (2023)
Libre de tout contrat depuis l'été dernier, il s'engage début septembre 2023 en faveur du club Brésilien de Coritiba FC, lanterne rouge du championnat. Un peu moins de trois mois après son arrivée il a été officiellement libéré de son contrat avec un bilan de 6 matchs pour un but marqué.

#### Johor Southern Tigers (2024-2025)
Le 5 octobre 2024, il s'engage avec le club Malaisien du Johor Darul Ta'zim. En juin 2025, il quitte le club malais.

#### Nouveau retour à Las Palmas (2025-)
Fin juillet 2025, il fait son grand retour à l'UD Las Palmas, son contrat court jusqu'en juin 2026.

### En sélection
Il atteint la finale du Championnat d'Europe de football des moins de 17 ans 2010 avec l'Équipe d'Espagne -17 ans. Il gagne la finale du Championnat d'Europe de football des moins de 19 ans 2012 avec l'Équipe d'Espagne -19 ans.

## Statistiques
| Saison                | Club                  | Championnat           | Championnat | Championnat | Championnat | Coupe nationale | Coupe nationale | Coupe nationale | Coupe de la Ligue | Coupe de la Ligue | Coupe de la Ligue | Compétition(s) continentale(s) | Compétition(s) continentale(s) | Compétition(s) continentale(s) | Compétition(s) continentale(s) | Coupe du monde des clubs FIFA | Coupe du monde des clubs FIFA | Coupe du monde des clubs FIFA | Total | Total | Total |
| Saison                | Club                  | Division              | M.          | B.          | P.d.        | M.              | B.              | P.d.            | M.                | B.                | P.d.              | Comp.                          | M.                             | B.                             | P.d.                           | M.                            | B.                            | P.d.                          | M.    | B.    | P.d.  |
| 2010-2011             | Real Madrid Castilla  | Segunda Divisíon B    | 3           | 0           | 1           | -               | -               | -               | -                 | -                 | -                 | -                              | -                              | -                              | -                              | -                             | -                             | -                             | 3     | 0     | 1     |
| 2011-2012             | Real Madrid Castilla  | Segunda Divisíon B    | 39          | 10          | 6           | -               | -               | -               | -                 | -                 | -                 | -                              | -                              | -                              | -                              | -                             | -                             | -                             | 39    | 10    | 6     |
| 2012-2013             | Real Madrid Castilla  | Segunda Divisíon      | 38          | 22          | 10          | -               | -               | -               | -                 | -                 | -                 | -                              | -                              | -                              | -                              | -                             | -                             | -                             | 38    | 22    | 10    |
| Sous-total            | Sous-total            | Sous-total            | 80          | 32          | 17          | -               | -               | -               | -                 | -                 | -                 | -                              | -                              | -                              | -                              | -                             | -                             | -                             | 80    | 32    | 17    |
| 2011-2012             | Real Madrid           | Liga                  | 1           | 0           | 0           | 1               | 0               | 0               | -                 | -                 | -                 | -                              | -                              | -                              | -                              | -                             | -                             | -                             | 2     | 0     | 0     |
| 2013-2014             | Real Madrid           | Liga                  | 18          | 5           | 4           | 8               | 3               | 2               | -                 | -                 | -                 | C1                             | 5                              | 0                              | 0                              | -                             | -                             | -                             | 31    | 8     | 6     |
| 2014-2015             | Real Madrid           | Liga                  | 16          | 3           | 2           | 3               | 1               | 0               | -                 | -                 | -                 | C1                             | 3                              | 0                              | 1                              | 1                             | 0                             | 0                             | 23    | 4     | 3     |
| 2015-2016             | Real Madrid           | Liga                  | 28          | 5           | 6           | 1               | 0               | 0               | -                 | -                 | -                 | C1                             | 9                              | 1                              | 0                              | -                             | -                             | -                             | 38    | 6     | 6     |
| Sous-total            | Sous-total            | Sous-total            | 63          | 13          | 12          | 13              | 4               | 2               | -                 | -                 | -                 | -                              | 17                             | 1                              | 1                              | 1                             | 0                             | 0                             | 94    | 18    | 15    |
| 2016-2017             | Paris Saint-Germain   | Ligue 1               | 9           | 1           | 0           | 0               | 0               | 0               | 1                 | 1                 | 0                 | C1                             | 4                              | 0                              | 0                              | -                             | -                             | -                             | 14    | 2     | 0     |
| 2017-2018             | Paris Saint-Germain   | Ligue 1               | -           | -           | -           | -               | -               | -               | -                 | -                 | -                 | C1                             | -                              | -                              | -                              | -                             | -                             | -                             | 0     | 0     | 0     |
| 2018-2019             | Paris Saint-Germain   | Ligue 1               | -           | -           | -           | 1               | 0               | 0               | -                 | -                 | -                 | C1                             | -                              | -                              | -                              | -                             | -                             | -                             | 1     | 0     | 0     |
| 2019-2020             | Paris Saint-Germain   | Ligue 1               | 1           | 0           | 0           | -               | -               | -               | -                 | -                 | -                 | C1                             | -                              | -                              | -                              | -                             | -                             | -                             | 1     | 0     | 0     |
| 2020-2021             | Paris Saint-Germain   | Ligue 1               | 2           | 0           | 0           | -               | -               | -               | -                 | -                 | -                 | C1                             | -                              | -                              | -                              | -                             | -                             | -                             | 2     | 0     | 0     |
| Sous-total            | Sous-total            | Sous-total            | 12          | 1           | 0           | 1               | 0               | 0               | 1                 | 1                 | 0                 | -                              | 4                              | 0                              | 0                              | -                             | -                             | -                             | 18    | 2     | 0     |
| 2016-2017             | UD Las Palmas (prêt)  | Liga                  | 16          | 3           | 1           | -               | -               | -               | -                 | -                 | -                 | -                              | -                              | -                              | -                              | -                             | -                             | -                             | 16    | 3     | 1     |
| 2017-2018             | Stoke City (prêt)     | Premier League        | 13          | 1           | 1           | -               | -               | -               | -                 | -                 | -                 | -                              | -                              | -                              | -                              | -                             | -                             | -                             | 13    | 1     | 1     |
| 2018-2019             | Betis Séville (prêt)  | Liga                  | 14          | 2           | 0           | 2               | 0               | 0               | -                 | -                 | -                 | C3                             | 2                              | 0                              | 1                              | -                             | -                             | -                             | 18    | 2     | 1     |
| 2019-2020             | Sporting CP (prêt)    | Liga NOS              | 12          | 1           | 0           | 1               | 0               | 0               | 2                 | 0                 | 0                 | C3                             | 2                              | 0                              | 0                              | -                             | -                             | -                             | 17    | 1     | 0     |
| 2020-2021             | UD Las Palmas         | LaLiga 2              | 16          | 2           | 2           | -               | -               | -               | -                 | -                 | -                 | -                              | -                              | -                              | -                              | -                             | -                             | -                             | 16    | 2     | 2     |
| 2021-2022             | UD Las Palmas         | LaLiga 2              | 39+2        | 11+0        | 6+0         | -               | -               | -               | -                 | -                 | -                 | -                              | -                              | -                              | -                              | -                             | -                             | -                             | 41    | 11    | 6     |
| Sous-total            | Sous-total            | Sous-total            | 57          | 13          | 8           | -               | -               | -               | -                 | -                 | -                 | -                              | -                              | -                              | -                              | -                             | -                             | -                             | 57    | 13    | 8     |
| 2022-2023             | MKE Ankaragücü        | Süper Lig             | 14          | 2           | 1           | 2               | 3               | 1               | -                 | -                 | -                 | -                              | -                              | -                              | -                              | -                             | -                             | -                             | 16    | 5     | 2     |
| 2022-2023             | UC Sampdoria          | Serie A               | 11          | 1           | 1           | -               | -               | -               | -                 | -                 | -                 | -                              | -                              | -                              | -                              | -                             | -                             | -                             | 11    | 1     | 1     |
| 2023                  | Coritiba FC           | Serie A               | 6           | 1           | 0           | -               | -               | -               | -                 | -                 | -                 | -                              | -                              | -                              | -                              | -                             | -                             | -                             | 6     | 1     | 0     |
| Total sur la carrière | Total sur la carrière | Total sur la carrière | 298         | 70          | 41          | 19              | 7               | 3               | 3                 | 1                 | 0                 | -                              | 25                             | 1                              | 2                              | 1                             | 0                             | 0                             | 346   | 79    | 46    |

## Vie privée
Jesé Rodríguez a été en couple avec le mannequin Aurah Ruiz. Après leur séparation, elle participe en 2018 à Gran Hermano VIP 6, et il aurait voté des centaines de fois et pour des milliers d'euros pour la faire éliminer.
Il est également chanteur de reggaeton sous le nom de scène Jey M.

## Palmarès
|  |  | Real Madrid Castilla - Segunda División B (1) : - Champion : 2012 |  | Real Madrid - Championnat d'Espagne (1) : - Champion : 2012 - Ligue des champions de l'UEFA (2) - Vainqueur : 2014 et 2016 - Coupe du monde des clubs (1) : - Vainqueur : 2014 |  | Paris Saint-Germain - Championnat de France (1) : - Champion : 2020 - Vice-Champion : 2017 et 2021 |